# Anatra (azienda aeronautica)
Anatra fu un'azienda aeronautica russo imperiale fondata da Artur Antonovič Anatra ad Odessa, Ucraina, nel 1913. Inizialmente attiva nella produzione su licenza di aerei di concezione francese sviluppò in seguito modelli propri che continuò a produrre fino al 1917, anno in cui fu costretta a sospendere la propria attività.

## Storia

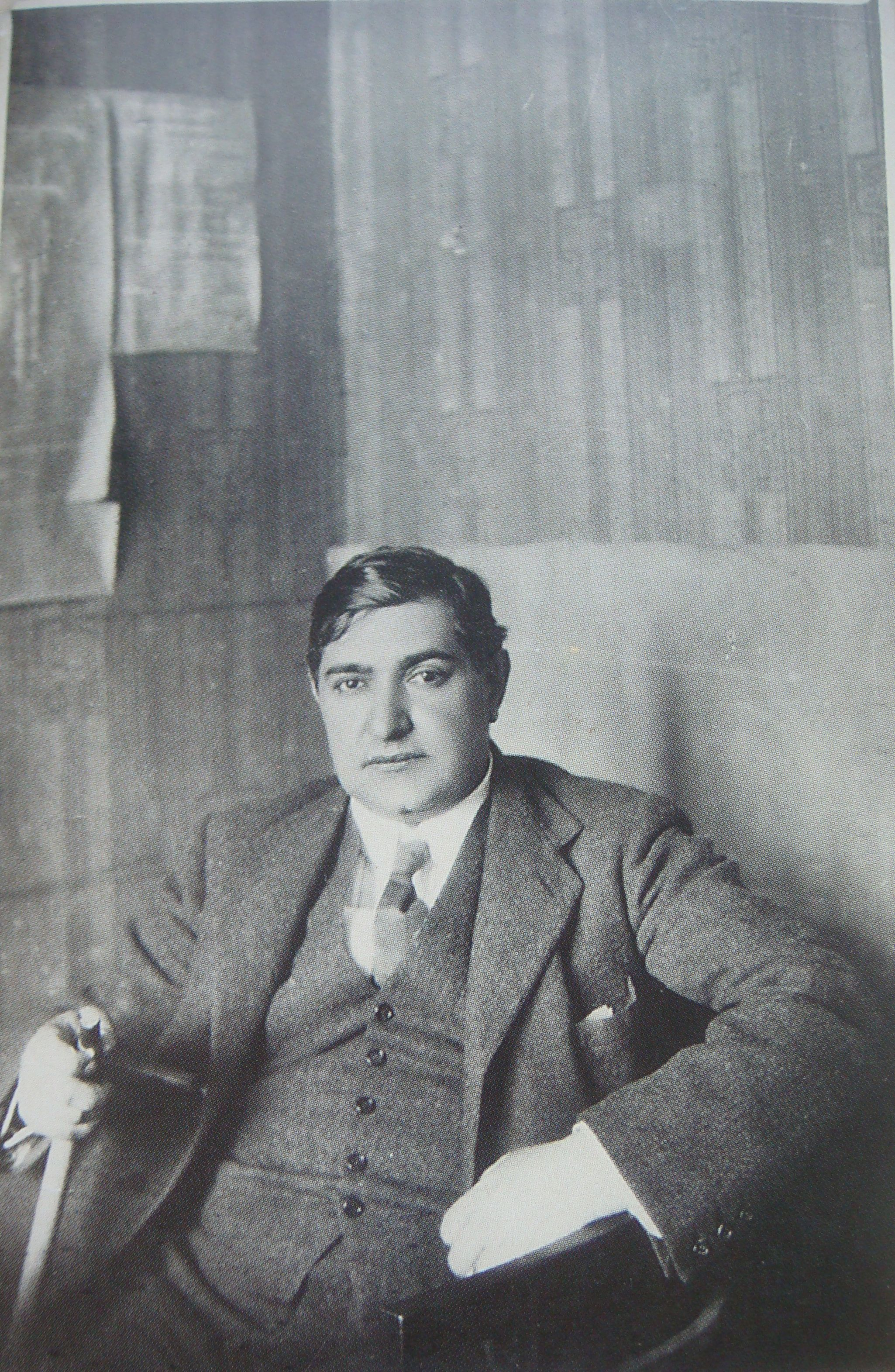
Artur Antonovič Anatra.

Il rapido sviluppo che interessò l'aviazione all'inizio del XX secolo aveva lasciato, nel giro di pochi anni, la fase pionieristica per entrare in un'ottica commerciale su iniziativa di alcuni imprenditori che, in America settentrionale ed in Europa, scommisero sulla nascita di un nuovo mercato.
Tra questi vi fu Artur Anatra, banchiere e uomo di affari di origine siciliana, che ad Odessa, allora parte dell'Impero russo, decise di iniziare a convertire l'iniziale attività artigianale di manutenzione e riparazione nel campo nautico riconvertendo l'esperienza acquisita in quello aeronautico, offrendo servizi al locale aeroclub. Anatra riuscì ad acquisire la licenza di produzione di alcuni modelli strenieri che, tra il 1909 ed il 1912, riuscì a costruire in una ventina di esemplari, continuando a sviluppare la propria attività costruendo velivoli su progetto Farman, Morane, Nieuport, e Voisin a volumi di produzione sempre più elevati arrivando, nel 1917, alla capacità di ben 60 esemplari al mese. In seguito avviò lo sviluppo di modelli su proprio progetto che ebbero come acquirente l'Esercito imperiale russo, che li utilizzò durante le fasi finali della prima guerra mondiale nella sua componente aerea, la Imperatorskij voenno-vozdušnyj flot.
Con l'avvio della Rivoluzione d'ottobre e la caduta dell'impero zarista l'Anatra venne nazionalizzata e, il 18 giugno 1918, la fabbrica è stata distrutta dai suoi ex lavoratori.

## Produzione

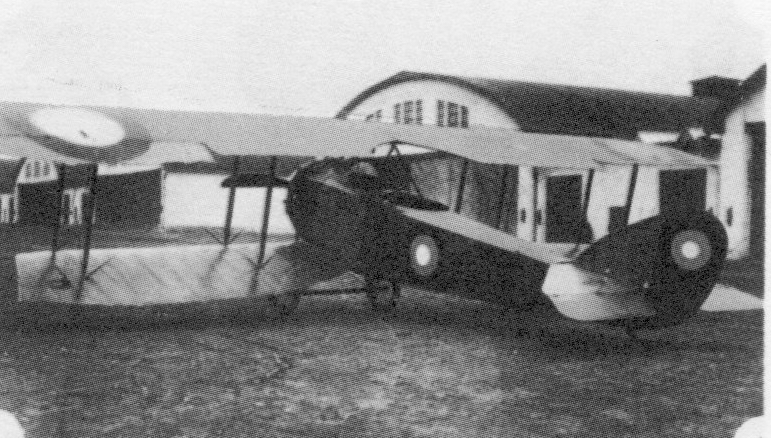
Vista posteriore di un Anatra DS "Anasal".

L'iniziale attività dell'Anatra fu la produzione di modelli stranieri su licenza, progetti sviluppati dalle francesi Farman Aviation Works, Morane-Saulnier, Nieuport, ed Aeroplanes Voisin. In seguito sfruttò l'esperienza acquisita per avviare lo sviluppo di un modello derivato dal Voisin Type L che, attraverso un profondo lavoro di riprogettazione diede origine all'Anatra V.I., un monomotore biplano portato in volo per la prima volta nel 1916. A quel tempo l'Anatra aveva inoltre già sviluppato un velivolo di propria progettazione, affidato al francese Elysée Alfred Descamps, che sarebbe diventato il modello di maggior successo commerciale dell'azienda, l'Anatra D, comunemente identificato "Anade" o "Dekan", adottato dai reparti di ricognizione aerea dell'esercito imperiale russo. In seguito Descamps ne avviò un ulteriore sviluppo, il pari ruolo Anatra DS "Anasal" che rimase in servizio durante la prima guerra mondiale.
Durante il conflitto, oltre alla costante produzione in serie di aerei da ricognizione destinati alla Russia imperiale, l'Anatra si cimentò anche nello sviluppo di un modello da caccia. Il primo tentativo, il monomotore biplano Anatra Anadis, era basato sul precedente DS "Anasal", caratterizzato dalla fusoliera semi-monoscocca realizzata in legno ed equipaggiato con un motore Hispano-Suiza. L'unico esemplare realizzato, costruito come biposto, sarebbe stato utilizzato, come riportato dal personale francese dell'Anatra, per allontanarsi dalla Russia a causa del progressivo deterioramento della situazione politica. Il velivolo, staccatosi da terra per la prima volta il 23 ottobre 1916, venne perduto a causa di un atterraggio forzato sul suolo rumeno mentre era in volo verso l'Europa occidentale.
Un precedente tentativo di realizzare un aereo da caccia, l'Anatra Anamon, si rivelò ancora più infruttuoso. Il modello era un monomotore monoposto monoplano caratterizzato dalla fusoliera lignea monoscocca e configurazione ad ala alta a parasole, equipaggiato con una singola mitragliatrice Vickers non sincronizzata che sparava attraverso il disco dell'elica dotata di placche metalliche di deflessione. L'Anamon fu ampiamente criticato e, dopo il suo volo inaugurale del 16 giugno 1916, l'unico prototipo precipitò determinando l'abbandono del suo programma di sviluppo.
L'unico altro promettente progetto sviluppato dall'Anatra fu l'Anatra DE, un bombardiere trimotore. L'unico esemplare realizzato era caratterizzato dalla propulsione di due dei tre motori in configurazione spingente e da un equipaggio di quattro membri, due dei quali posizionati in altrettante torrette situate nella parte anteriore delle gondole motore. La capacità bellica prevista in sede progettuale prevedeva un carico pari a 400 kg in bombe da caduta tuttavia tali previsioni si rivelarono eccessivamente ottimistiche tanto che durante il suo primo volo del 23 giugno 1916, effettuato a pieno carico, rimase irreparabilmente danneggiato.
Vladimir Nikolaevič Hioni (in caratteri cirillici Василий Николаевич Хиони, traslitterato in inglese Vasily Nikolayevich Khioni), che negli ultimi tempi ricoprì il ruolo di capoprogettista dell'azienda, continuò a disegnare diversi nuovi modelli anche dopo che l'Anatra cessò l'attività. Molti di questi nella bibliografia anglofona sono identificati come Anatra-VKh o Anatra-Khioni.
| Modello          | Primo volo       | Esemplari | Tipo                  |
| ---------------- | ---------------- | --------- | --------------------- |
| Anatra D Anade   | 19 dicembre 1915 | 170       | aereo da ricognizione |
| Anatra V.I.      | 1916             | 139       | aereo da ricognizione |
| Anatra Anamon    | 16 giugno 1916   | 1         | caccia                |
| Anatra DE        | 23 giugno 1916   | 1         | bombardiere           |
| Anatra DS Anasal | 25 luglio 1916   | oltre 70  | aereo da ricognizione |
| Anatra Anadis    | 23 ottobre 1916  | 1         | caccia                |